# John Fearn (Entdecker)

Briefmarke der Republic of Nauru mit John Fearn und der Hunter

John Fearn war 1798 Kapitän eines britischen Handelsschiffs. Er gilt als Entdecker der südpazifischen Inseln Hunter Island und Nauru. Er wird öfters mit dem gleichnamigen Philosophen John Fearn verwechselt.

## Leben
1798 war Fearn Kapitän der Schnau Hunter, eines Schiffes mit 300 Tonnen, 50 Mann Besatzung und acht Kanonen. Im Juni 1798 kam er mit einer Ladung indischer Waren, Kühen und Pferden von Bengalen kommend im australischen Hafen Port Jackson an, den er am 20. August mit Ziel Kalkutta wieder verließ. Auf dem Weg hielt er sich sechs Wochen am Waihou River in Neuseeland auf, wo er Hölzer lud. Im Oktober verließ er Neuseeland und folgte nördlichem Kurs, wobei er eine Insel entdeckte, die möglicherweise zuvor schon gesichtet, aber mit der benachbarten Insel Matthewinsel verwechselt wurde. Er benannte sie nach dem Schiff Hunter Island. Beide Inseln sind unbewohnte Vulkaninseln und gehören zur Gruppe der Matthew- und Hunterinseln, die heute sowohl von Frankreich als auch von Vanuatu beansprucht werden.
Weiter nordwärts auf der Schiffsroute Richtung China segelnd kam die Hunter am 8. November 1798 zur Insel Nauru. Fearn nannte die Insel Pleasant Island, unter anderem wegen des freundlichen Entgegenkommens der Bewohner, deren offensichtliche Bereitschaft, Handel zu treiben, zusammen mit dem Umstand, dass die Insel auf der Handelsroute zwischen Australien und China lag, ihn vermuten ließ, dass schon zuvor Europäer auf der Insel gelandet waren, wovon es allerdings keine Berichte gibt.
Pleasant Island behielt den Namen bis 1888, als die Insel vom Deutschen Reich annektiert wurde. Heute ist Nauru eine souveräne Republik.
Der Staat Nauru ehrte das Andenken Fearns durch mehrere Briefmarken, die ein Bildnis Fearns und der Hunter zeigen, wobei beide Darstellungen nicht authentisch sind, insbesondere war die Hunter als Schnau ein Zweimaster und nicht wie auf den Briefmarken ein Dreimaster. 1994 gab die Bank of Nauru eine 10-Dollar-Münze mit der Abbildung eines Segelschiffs und der Umschrift John Fearn 1798 heraus.